# اتورادیوگرافی

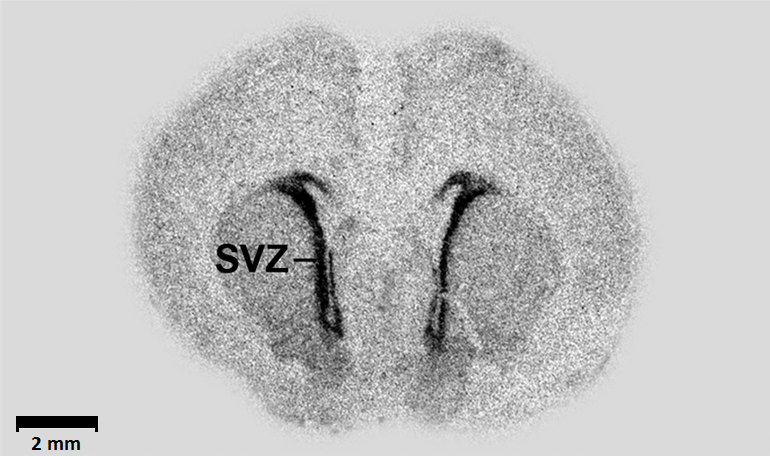
یک اتورادیوگرام

اتورادیوگرافی یک نوع روش تصویر نگاری با استفاده از مواد رادیواکتیو، برای سلول‌ها و بافت‌ها است.
در صورتی که سلول‌هایی حاوی اتم‌های رادیواکتیو بر روی یک لام ثابت شوند و با محلول عکاسی پوشانده شده، در تاریکی برای مدت مناسب نگهداری شوند، در محل‌های تشعشع رادیواکتیو، لکه‌هایی بر روی فیلم مشاهده می‌شود. اگر سلول به وسیله یک ماده دارای فعالیت رادیواکتیو ضعیف، مانند تریتیوم، نشاندار شده باشد، لکه حاصله به اندازه کافی برای تعیین مکان نشاندارشدن در سلول، کوچک خواهد بود. در روش اتورادیوگرافی، با استفاده از تیمیدین نشاندار شده با تریتیوم به عنوان یک نشانگر اختصاصی، می‌توان تکثیر DNA را مورد بررسی قرار داد. یک نوع تغییر یافته از این روش که از پروب‌های اسید نوکلئیک نشاندارشده استفاده می‌کند، دورگه سازی در جا نامیده می‌شود که برای شناسایی وجود اسید نوکلئیک ویروسی، باکتریال و قارچی در سلول‌ها و بافت‌ها بکار می‌رود.